# Jorden
Jorden (latinskt namn: Tellus) är den tredje planeten från solen och den största av de så kallade stenplaneterna i solsystemet. Jorden är hemvist för alla kända levande varelser. Dess latinska namn används ibland internationellt om den och astronomer betecknar den ibland med symbolen  (solkors) eller  (riksäpple). Jorden har en naturlig satellit kallad månen.
Med flera miljoner arter är jorden den enda himlakropp där man vet att liv existerar. Planeten bildades för 4,54 miljarder år sedan. Liv uppstod inom en miljard år därefter, där äldsta tecken på liv är ett 3,8 miljarder år gammalt kol-lager, och äldsta säkra spår av celler är 3,5 miljarder år gamla stromatoliter. Sedan dess har jordens biosfär markant förändrat atmosfären och andra icke biologiska förhållanden, vilket till exempel tillåtit aerobiska organismer att utvecklas i den syrerika miljön.
Sedd från rymden är jorden formad som ett nästan perfekt klot. Cirka 70 procent av ytan är täckt av hav med saltvatten; återstoden består av öar och kontinenter. Jordens inre är fortsatt aktiv med en relativt fast mantel, en flytande yttre kärna som genererar ett magnetfält, samt en fast inre kärna främst bestående av järn. Jordskorpan, jordens yttre lager, är uppdelad i en rad olika segment, kallade kontinentalplattor, som långsamt rör sig över ytan. Jorden har en atmosfär som till största delen består av kväve 78 % och syre 21 %.
Jorden samverkar genom gravitationskraften med alla andra himlakroppar, även om solen är helt dominerande genom sin stora massa och relativt korta avstånd, även om till viss del även månen påverkar jorden, främst i form av tidvattenfenomen. Jorden roterar ett varv runt solen på 365,242 19 dagar. För att kompensera för att det ej är ett jämnt antal dagar finns skottår. Jordens rotationsaxel är vinklad 23,4° mot en linje som är vinkelrät mot omloppsplanet, vilket skapar årstider på ytan. Jordens enda naturliga satellit, månen, orsakar havens tidvatten, stabiliserar axellutningen och saktar långsamt ner planetens rotation. 
Ett bombardemang av kometer under jordens tidiga historia gav upphov till mycket av vattnet i haven. Sedan dess har nedslag av större asteroider vid ett flertal tillfällen orsakat våldsamma katastrofer på jordens yta, mest känd är den som troligen orsakade utrotningen av den tidigare djurtypen dinosaurier (för cirka 65 miljoner år sedan).
Planetens mineral och de många produkterna av biosfären bidrar med resurser som används för att försörja jordens befolkning. Invånarna är uppdelade i omkring 200 självständiga stater som samverkar med varandra genom diplomati, resor, handel och militära handlingar. Den första levande varelsen i omloppsbana runt jorden var hunden Lajka som med människans hjälp skickades upp i en satellit 1957. Människan själv lämnade jorden första gången 1961 då Jurij Gagarin nådde inre rymden.

## Utveckling och framtid

### Uppkomst
Det tidigaste material som finns i solsystemet är daterad till 4,56 miljarder år sedan. För 4,54 miljarder år sedan  bildades jorden och de andra planeterna ur solnebulosan, en skivformad massa av stoft och gas som blev över när solen föddes. Uppbyggandet av jorden genom ackretion var i stort sett över inom 10–20 miljoner år. Till en början var jorden en smält och glödande massa, men efterhand kyldes de yttre delarna ner såpass mycket att vatten började ackumuleras i atmosfären och regn falla mot ytan vilket ledde till att en fast yttre skorpa bildades. Månen bildades strax därefter, möjligen som ett resultat av en kollision mellan jorden och en annan planet av ungefär Mars storlek. En stor del av denna materia skulle ha stannat på jorden medan resten slungades tillbaka ut i rymden. Av den materia som kastades tillbaka ut i rymden skulle en viss del hamnat i omloppsbana runt jorden, och det är ur denna materia som månen sedan tros ha skapats genom gravitationens successiva hopslagning av olika element i omloppsbanan.
Genom utgasning och vulkanisk aktivitet skapades en tidig uratmosfär. Kondensation av vattenånga tillsammans med tillförd is från asteroider, kometer och andra objekt i det tidiga solsystemet skapade jordens hav. Till en början var haven så omfattande att det nästan inte fanns någon landmassa, men de har efterhand minskat i omfattning. Under de senaste 2 miljarder åren har kontinenternas area fördubblats. Sett över en geologisk tidsskala på flera hundra miljoner år har jordens yta kontinuerligt förändrats. Kontinenterna rör sig över ytan och bildar ibland en superkontinent. För ungefär 750 miljoner år sedan började en av de tidigaste kända superkontinenterna, Rodinia, brytas isär. Kontinenterna fördes sedan åter samman och bildade Pannotia för 600–540 miljoner år sedan och slutligen Pangaea som bröts isär för 180 miljoner år sedan.

### Livets utveckling
För närvarande är jorden det enda exempel vi har på en miljö som stödjer liv och dess evolution. Genom kemiska reaktioner anses självreplikerande molekyler ha bildats för omkring 4 miljarder år sedan. Ungefär en halv miljard år senare levde den sista gemensamma förfadern för allt liv på jorden. Utvecklingen av fotosyntes tillät att solens energi kunde användas direkt av livsformer. Detta resulterade i att syre ackumulerades i atmosfären varvid ozonskiktet uppstod i den övre atmosfären. När små celler började sammanfogas med större celler kunde utvecklingen av komplexa celler, kallade eukaryoter, påbörjas. Vissa typer av cellkolonier blev alltmer specialiserade och utvecklades efterhand till äkta flercelliga organismer. Genom skyddet från ultraviolett strålning från ozonlagret kunde livet efterhand också kolonisera världen utanför den skyddade miljö under vattnet den hittills utvecklats i.
Sedan 1960-talet har det framförts hypoteser om att mycket omfattande istider drabbade jorden för mellan 750 och 580 miljoner år sedan, under Neoproterozoikum. Glaciärer täckte större delen av planeten under ett tjockt istäcke. Denna hypotes kallas ofta för "Snöbollsjorden" (Snowball Earth) och är av särskilt stort intresse eftersom den föregick den kambriska explosionen där flercelligt liv började mångfaldigas.
Efter den kambriska explosionen för ungefär 535 miljoner år sedan har det förekommit fem massutdöenden. Den senaste gången detta skedde var för 65 miljoner år sedan när en kollision med en komet eller en asteroid sannolikt orsakade utrotningen av alla dinosaurier (förutom de som skulle komma att utvecklas till fåglar) och många andra stora reptiler. Samtidigt lyckades små djur som däggdjur, vilka då mest liknade små gnagare, överleva. Sedan dess har jordens däggdjur utvecklats i många olika riktningar och för ett par miljoner år sedan började ett afrikanskt apliknande djur att gå upprätt på två ben. Detta tillät att verktyg kunde användas och uppmuntrade kommunikation vilka tillsammans kunde förse den näring och stimulering som en större hjärna kräver. Utvecklingen av jordbruk och därefter samhällen har möjliggjort för människan att på en kort tid påverka jorden på ett sätt som ingen annan art har, vilket i stor omfattning påverkat annat liv på jorden.
Det nutida mönstret med istider började för cirka 40 miljoner år sedan och intensifierades under Pleistocen för cirka 3 miljoner år sedan. Polarområdena har sedan dess genomgått regelbundna cykler av nedisning och upptining, med en period av mellan 40 000 och 100 000 år. Den senaste istiden slutade för omkring 10 000 år sedan.

### Framtid
Jordens framtid är nära knuten till solens framtid. På grund av ackumulationen av helium i solens kärna, som en restprodukt av vätefusionen, ökar stjärnans luminositet långsamt. Under de kommande 1,1 miljarder åren väntas luminositeten öka med 10 % och under de därpå följande 3,5 miljarder åren med hela 40 %. Klimatmodeller tyder på att ökningen av inkommande strålning kommer att få svåra konsekvenser, inklusive en trolig förlust av jordens hav.
Den ökande temperaturen kommer att accelerera kolcykeln, vilket riskerar minska koncentrationen av koldioxid i atmosfären till dödligt låga nivåer för växter om 900 miljoner år. Avsaknaden av vegetation skulle orsaka en förlust av syret i atmosfären och djurliv skulle därmed också utrotas inom ett mindre antal miljoner år. Efter ytterligare en miljard år beräknas allt vatten på jordens yta ha försvunnit och den globala medeltemperaturen nå 70 grader. Vissa har kommit till slutsatsen att jorden kan ha så lite som 500 miljoner år kvar av goda förhållanden för flercelligt liv. Även om solen hade haft evigt liv och var stabil skulle den pågående nedkylningen av jordens kärna kunna orsaka en förlust av en större del av atmosfären och haven på grund av minskad vulkanism.
Solen kommer som en del av dess utveckling att bli en röd jätte om cirka 5 miljarder år. Modeller förutspår att solen kommer expandera till cirka 250 gånger dess nuvarande storlek, vilket skulle göra att dess yta hamnar nära jordens nuvarande position. Jordens öde är inte lika klart. Som en röd jätte kommer solen förlora ungefär 30 % av sin massa, vilket innebär att jorden gradvis kommer emigrera till en omloppsbana längre ut, ungefär 1,7 gånger dagens avstånd från solen. Planeten tros därför undvika att slukas av den växande solens yttre tunna atmosfär, men det mesta, om inte allt, kvarvarande liv skulle vid det här laget vara utrotat av den mycket höga luminositeten. Andra simuleringar förutspår att jorden istället kommer sjunka in mot solen på grund av tidvatteneffekter och friktion mot den expanderande solatmosfären, för att slutligen helt slukas av solen och förstöras.

## Fysiska egenskaper
Jorden är en av stenplaneterna, vilket innebär att den huvudsakligen är uppbyggd av fast och smält sten till skillnad från gasjättar som Jupiter. Den är den största av de fyra stenplaneterna i solsystemet, både avseende diameter och massa. Av dessa planeter har jorden också den största densiteten, den största ytgravitationen, det starkaste magnetiska fältet och det kortaste dygnet. Jorden är dessutom den enda stenplaneten med aktiv plattektonik.

### Form

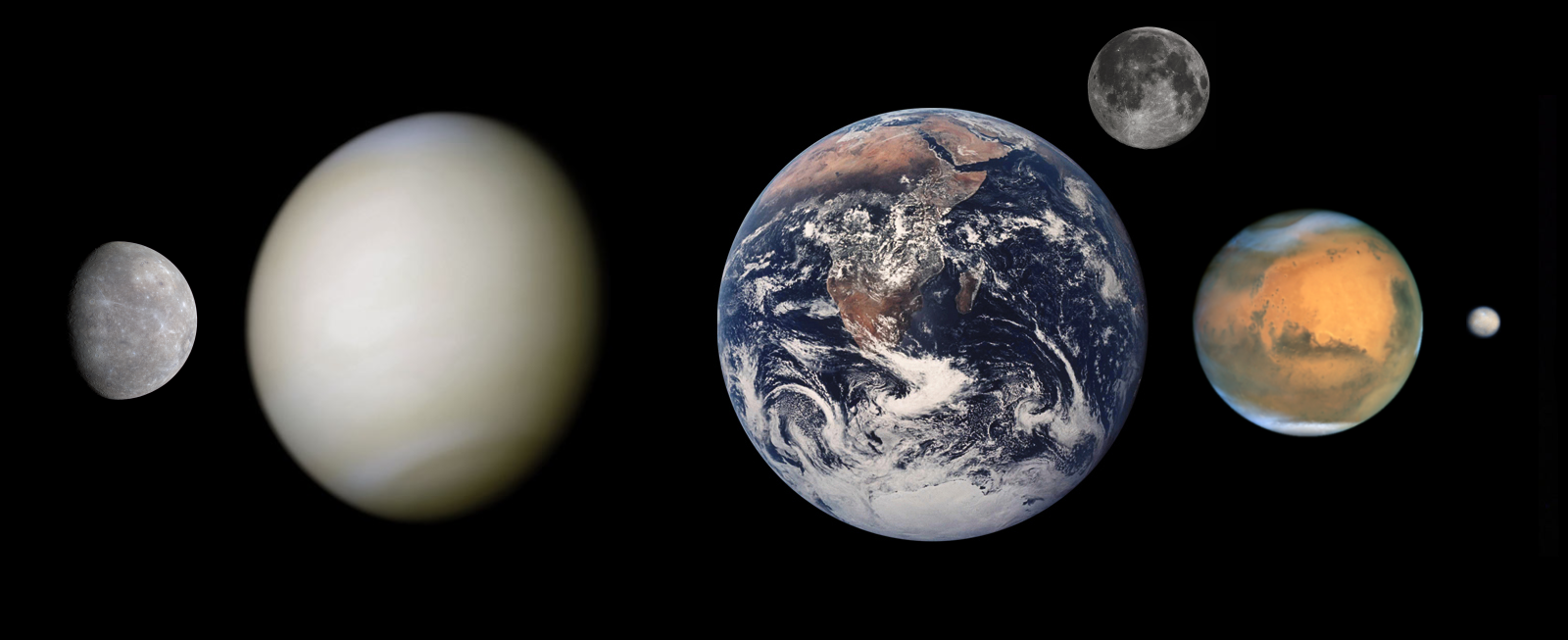
Storleksjämförelse över de inre planeterna (från vänster): Merkurius, Venus, jorden och månen, Mars, och Ceres.

Jorden är till formen mycket nära en något avplattad sfäroid, en rund form med en utbuktning vid ekvatorn, på grund av dess rotation och centrifugalkraftens inverkan på den elastiska jordmassan.  Avvikelsen mot den exakta geoiden är som mest 100 meter. Medeldiametern hos sfäroiden är ungefär 12 742 km. Något mindre exakt är avståndet 40 000 km/π eftersom metern ursprungligen definierades som 1/10 000 000 av avståndet mellan ekvatorn till nordpolen via Paris, Frankrike.
Jordens snabba rotation är orsaken till utbuktningen vilken orsakar en diameter genom ekvatorn som är cirka 43 km större än diametern från pol till pol. De största lokala avvikelserna på jordens steniga yta är Mount Everest (8 848 meter över den lokala havsnivån) och Marianergraven (10 911 meter under den lokala havsnivån). Om man jämför med en perfekt ellipsoid har jorden därmed en toleransnivå på ungefär 0,17 %, vilket är mindre än de 0,22 % som en biljardboll tillåts avvika. På grund av utbuktningen vid ekvatorn är punkten på jorden som befinner sig längst från mitten faktiskt inte Mount Everest utan vulkanen Chimborazo i Ecuador.

### Kemisk sammansättning
Jordens totala massa är ungefär på 5,98 × 1024 kg. Den består främst av järn (32,1 %), syre (30,1 %), kisel (15,1 %), magnesium (13,9 %), svavel (2,9 %), nickel (1,8 %), kalcium (1,5 %) och aluminium (1,4 %). Återstående 1,2 % består av spårmängder av andra ämnen. På grund av att tyngre ämnen tenderar förekomma i större omfattning nära kärnan anses denna främst bestå av järn (88,8 %) med mindre mängder av nickel (5,8 %) samt svavel (4,5 %) och mindre än 1 % av övriga ämnen.
Beräkningar tyder på att lite drygt 47 % av jordens skorpa består av syre och nästan samtliga vanligare bergarter är någon form av oxider. Klor-, svavel- och fluorföreningar är de enda viktiga undantagen, men trots detta är deras andel vanligen mindre än 1 %. De vanligaste oxiderna är kisel-, aluminium-, järn-, kalcium-, magnesium-, kalium- och natriumoxider.

### Inre struktur
Jordens inre är uppdelat i olika lager efter kemiska eller reologiska egenskaper. Det yttersta lagret består av en fast skorpa med huvudsakligen silikater, därefter följer en plastisk trögflytande mantel, en betydligt mer lättflytande yttre kärna och en fast inre kärna. Skorpan skiljs från manteln av den så kallade Mohorovičić-diskontinuiteten och tjockleken varierar med ett medel på 6 km under haven och 30–50 km på kontinenterna.
 Den inre kärnan tros rotera med en något högre vinkelhastighet än den övriga planeten och avancerar med 0,1–0,5 grader per år.
Den inre värmen hos jorden genereras huvudsakligen av det radioaktiva sönderfallet av isotoperna kalium–40, uran–238 och torium–232. Deras halveringstider är 1,5 miljarder, 4 miljarder respektive 14 miljarder år. Vid planetens innersta delar kan temperaturen nå upp mot 7 000 K (cirka 6 700 °C) och trycket 360 GPa. En del av kärnans termiska energi transporteras mot ytan av mantelplymer vilket är en typ av konvektionsfenomen där materia med hög temperatur stiger i förhållande till omgivande materia med något lägre temperatur. Dessa plymer kan orsaka så kallade heta fläckar och ihållande utbrott av stora mängder lättflytande basalt.
| 1. Inre kärnan 2. Yttre kärnan 3. Undre manteln 4. Övergångszon 5. Yttre manteln 6. Jordskorpan | Djup (km)   | Lager             | Densitet (g/cm3) |
| ----------------------------------------------------------------------------------------------- | ----------- | ----------------- | ---------------- |
| 1. Inre kärnan 2. Yttre kärnan 3. Undre manteln 4. Övergångszon 5. Yttre manteln 6. Jordskorpan | 0–60        | Litosfär          | —                |
| 1. Inre kärnan 2. Yttre kärnan 3. Undre manteln 4. Övergångszon 5. Yttre manteln 6. Jordskorpan | 0–35        | ... Jordskorpan   | 2,2–2,9          |
| 1. Inre kärnan 2. Yttre kärnan 3. Undre manteln 4. Övergångszon 5. Yttre manteln 6. Jordskorpan | 35–60       | ... Yttre manteln | 3,4–4,4          |
| 1. Inre kärnan 2. Yttre kärnan 3. Undre manteln 4. Övergångszon 5. Yttre manteln 6. Jordskorpan | 35–2 890    | Manteln           | 3,4–5,6          |
| 1. Inre kärnan 2. Yttre kärnan 3. Undre manteln 4. Övergångszon 5. Yttre manteln 6. Jordskorpan | 100–700     | ... Astenosfär    | —                |
| 1. Inre kärnan 2. Yttre kärnan 3. Undre manteln 4. Övergångszon 5. Yttre manteln 6. Jordskorpan | 2 890–5 100 | Yttre kärnan      | 9,9–12,2         |
| 1. Inre kärnan 2. Yttre kärnan 3. Undre manteln 4. Övergångszon 5. Yttre manteln 6. Jordskorpan | 5 100–6 378 | Inre kärnan       | 12,8–13,1        |

### Kontinentalplattor
De yttre delarna av jordens inre består av två lager. Det översta av dessa, litosfären, består av skorpan och den stelnade delen av den övre delarna av manteln. Under litosfären ligger astenosfären som bildar den inre delen av den yttre manteln. Astenosfären uppför sig som superhettad materia som är i ett halvflytande, plastiskt, tillstånd.

Litosfären "flyter" i praktiken på astenosfären och är uppdelad i olika kontinentalplattor. Dessa plattor är stela segment som rör sig i förhållande till varandra vid tre typer av gränser. Konvergerande gränser uppstår där två plattor rör sig mot varandra, divergerande gränser där de rör sig från varandra och omvandlingsgränser där de rör sig längs med en annan platta. Jordbävningar, vulkanutbrott, uppbyggande av bergskedjor och djuphavsgravar kan uppstå vid sådana gränser.
Nämnvärda mindre kontinentalplattor är den Karibiska plattan, Nazcaplattan utanför Sydamerikas västkust och Scotiaplattan i södra Atlanten. Den indoaustraliska kontinentalplattan skapades för 43 miljoner år sedan, genom en sammanfogning av en indisk och en australisk kontinentalplatta. Havsplattorna färdas snabbare än de övriga och snabbast är Cocosplattan, som rör sig med 75 millimeter per år, medan den eurasiska kontinentalplattan rör sig långsammast med 21 millimeter per år.
| Karta över jordens kontinentalplattor. | Namn                               | Area 106 km² |
| Karta över jordens kontinentalplattor. | Stillahavsplattan                  | 103,3        |
| Karta över jordens kontinentalplattor. | Afrikanska kontinentalplattan      | 78,0         |
| Karta över jordens kontinentalplattor. | Nordamerikanska kontinentalplattan | 75,9         |
| Karta över jordens kontinentalplattor. | Eurasiska kontinentalplattan       | 67,8         |
| Karta över jordens kontinentalplattor. | Antarktiska kontinentalplattan     | 60,9         |
| Karta över jordens kontinentalplattor. | Indoaustraliska kontinentalplattan | 47,2         |
| Karta över jordens kontinentalplattor. | Sydamerikanska kontinentalplattan  | 43,6         |

### Jordytan
Jordens terräng varierar mycket från plats till plats. Ungefär 71 procent av ytan täcks av flytande vatten. Cirka 68 procent av jordens yta motsvaras av hav (sammanhängande ytor av saltvatten, med eller utan istäcke); därutöver finns insjöar och vattendrag.
Vatten täcker även jorden i form av glaciärer (10 procent av landytan, motsvarande knappt 3 procent av hela jordens yta).
Stora delar av kontinentalsockeln ligger under havsnivån. Under havsytan finns vanliga berg, vulkaner och bergskedjor, inklusive den mycket stora Mittatlantiska ryggen som sträcker sig över en stor del av jorden. Även djuphavsgravar, undervattenskanjoner, undervattensplatåer och djuphavsslätter finns i den vattentäckta delen av jorden.
De kvarstående procenten som inte täcks av vatten består av berg, öknar, slätter, platåer och andra geomorfologiska företeelser. 

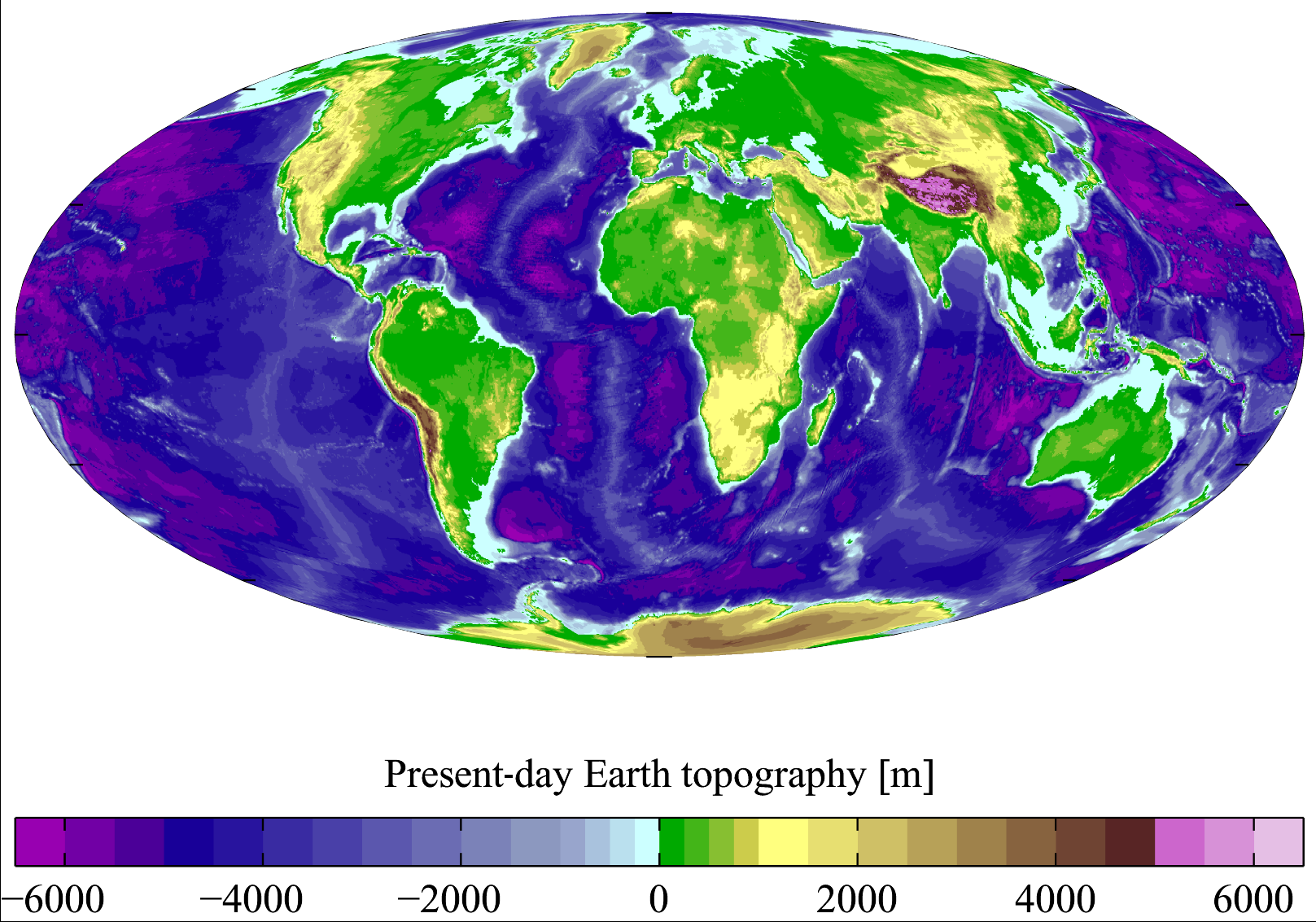
Jordytans topografi. Data från National Geophysical Data Center.

Ytan genomgår omfattande förändringar på geologiska tidsskalor orsakat av erosion och tidigare nämnda plattektonik. Företeelser på ytan som byggs upp eller deformeras av plattektonik vittras långsamt ner av nederbörd, värmeväxlingar, vind och kemiska effekter. Glaciärer, kusterosion, uppbyggnad av korallrev och nedslag av större meteoriter och asteroider från rymden bidrar också till att omvandla ytan.
Efterhand som kontinentalplattorna rör sig över planeten pressas havsbottnen ner under kanterna. Samtidigt skapar ett flöde av materia från manteln ny havsbotten vid divergerande gränser längs mitthavsryggar. Kombinationen av dessa processer gör att materian som bildar havsplattorna hela tiden återförs ner i jorden och på så sätt återvinns. Den största delen av havsbottnen är mindre än 100 miljoner år gammal. Den äldsta havsbottnen kan finnas i västra Stilla havet med en uppskattad ålder på 200 miljoner år. Som jämförelse har man hittat fossil på land med en ålder på omkring 3 miljarder år.
Kontinentalskorpan består av materia med lägre densitet såsom de magmatiska bergarterna granit och andesit. Mindre vanlig är basalt, en vulkanisk bergart med högre densitet som är vanligast på havsbottnen. Sedimentära bergarter bildas från ansamling av sediment som packas ihop och efterhand blir till sten. Närmare 75 % av kontinenternas ytor består av sedimentära bergarter, men de står bara för omkring 5 % av jordskorpan. Den tredje typen av bergarter på jorden kallas för metamorfiska bergarter. Dessa skapas genom omvandling från redan existerande sten genom högt tryck, hög temperatur eller en kombination av de båda. De vanligaste silikatmineralerna på jordens yta inkluderar kvarts, fältspat, amfibol, glimmer, pyroxen och olivin. Bland vanliga karbonatmineraler återfinns kalkspat, aragonit och dolomit.
Den yttersta delen av jorden som består av jord kallas för pedosfären och genomgår olika omvandlingsprocesser. För närvarande är den totala arealen som kan användas som åkermark 13,1 % av den totala landytan, men bara 4,71 % stödjer permanenta planteringar.
Altituden på jordens landyta varierar från den lägsta punkten 418 meter under havsnivå vid Döda havet till maximala 8 848 meter över havsytan på toppen av Mount Everest. I medel befinner sig landytan 840 meter över havsnivån.

### Atmosfären
Lufttrycket på jorden är i genomsnitt 101,325 kPa med en skalhöjd på 8,5 kilometer. Atmosfären består av 79 % kväve och 21 % syre tillsammans med mindre mängder vattenånga, argon, koldioxid och många andra gaser. Höjden på troposfären, den delen av atmosfären som brukar sägas innehålla vädret, varierar med latitud. Vid polerna är den omkring 8 km medan den når så högt som 17 km vid ekvatorn, men siffrorna varierar något beroende på årstid och väder.
Jordens biosfär har markant ändrat planetens atmosfär sedan skapelsen för 4,54 miljarder år sedan. Fotosyntesen utvecklades för cirka 2,7 miljarder år sedan, vilket skapade den atmosfärssammansättning huvudsakligen bestående av kväve och syre som är ungefär densamma än idag. Denna förändring tillät aerobiska organismer att utvecklas och ledde även till bildandet av ozonlagret som skyddar från solens skadliga ultravioletta strålning, något som i sin tur gjorde det möjligt för livet att ta steget upp på land. Atmosfären transporterar också vattenånga, dämpar temperaturväxlingar mellan dag och natt, tillgodoser ett behov av olika gaser som livsformer kan ha samt skyddar i viss mån mot nedfallande meteoriter från rymden. Atmosfären är också orsaken till växthuseffekten som gör jorden varmare än den annars skulle ha varit genom att vissa molekyler absorberar värmestrålning utsänd eller reflekterad från marken. Värmestrålningen som jorden emitterar kallas terrestrisk strålning. Utan växthuseffekten skulle jordens medeltemperatur istället för nuvarande +15 °C ha varit -18 °C vilket skulle ha gjort åtminstone flercelligt liv osannolikt.

### Biosfären
Livet på jorden uppkom för drygt 3,5 miljarder år sedan, strax efter det att jorden kylts ner så mycket att vatten fanns i flytande form. De äldsta omdiskuterade tecknen på liv är fossiliserade bakterier, som hittats i australiensiska stenar. I 3,9 miljarder år gamla bergarter från grönländska borrprover har man funnit differenser i proportioner av kolisotoper, vilket tyder på biologisk ämnesomsättning. Kanske är livet ännu äldre.
Med livet ändrade sig jordens utveckling och jordskorpans utseende tydligt. Syreandelen i atmosfären ökade, och jordens albedo ändrade sig. De senaste ändringarna sker huvudsakligen genom människans påverkan. Befolkningen ökar snabbt, idag huvudsakligen i utvecklingsländer.

### Jonosfären
Varje himlakropp som har en atmosfär och utsätts för joniserande strålning från rymden bildar en jonosfär. Som kontrast kan den resterande delen av ozonlagret, där molekylerna inte är joniserade, benämnas  neutralatmosfären (eller mer sällsynt neutrosfären). Begreppen neutralatmosfär-jonosfär är alltså en indelning av en atmosfär byggd på materiens elektriska laddningstillstånd, till skillnad från troposfär-stratosfär-mesosfär-termosfär som bygger på hur temperatur och täthet hos neutralgasen varierar med höjden i jordens atmosfär.

### Hydrosfären
Jorden är den enda planet i solsystemet där det finns flytande vatten på ytan. 71 procent av dess yta består av vatten (varav 97 procent är havsvatten och 3 flytande sötvatten) som delar upp jorden i fem oceaner och sju kontinenter. Jordens plats i solsystemet, vulkaniska aktivitet, gravitation, växthuseffekt, magnetfält och dess syrerika atmosfär gör tillsammans att jorden är den vattenplanet den är.
Egentligen ligger jorden så långt bort från solen att vattnet borde frysa till is, men genom växthuseffekten hålls temperaturen uppe. Så har det dock inte alltid varit. Paleontologiska tecken tyder på att oceanerna först koloniserades av blågröna alger (cyanobakterier), men att haven därefter frös till is under en period på 10–100 miljoner år.
På andra planeter, såsom Venus, förstörs vattenångan av ultraviolett strålning från solen, vilket gör att vätet joniseras och förs bort av solvinden. Teorin om denna mycket långsamma men obevekliga process förklarar varför Venus saknar vatten. I avsaknad av väte binds syret i mineraler i marken.
I den del av jordens atmosfär, som kallas stratosfären, finns längst upp ett tunt lager ozon, som absorberar det mesta av denna ultravioletta strålning, vilket gör att den så kallade krackningen minskar. Ozon kan i sin tur bara produceras i en atmosfär med stora mängder obundna syremolekyler, vilket uppstår genom närvaron av biosfären (växterna). Även magnetosfären skyddar jonosfären från den skadliga solvinden. Oroväckande är att det skyddande ozonlagret utarmas som följd av diverse mänskliga aktiviteter, bl a utsläpp av freon. Över polerna är det svårast – ozonhålen.
Vulkanerna gör att vattenånga ständigt förs upp från jordens inre. Plattektoniken gör att kol och vatten i form av kalksten genom subduktion tvingas ned i manteln. Vid vulkanutbrott frigörs sedan koldioxid och vattenånga. Det har uppskattats att manteln kan innehålla hela tio gånger så mycket vatten som det finns i oceanerna – vatten som dock kommer att förbli bundet i jorden.
Hydrosfärens totala massa är omkring 1,4 · 1021 kilogram eller cirka 0,023 procent av jordens totala massa.

## Jorden i solsystemet

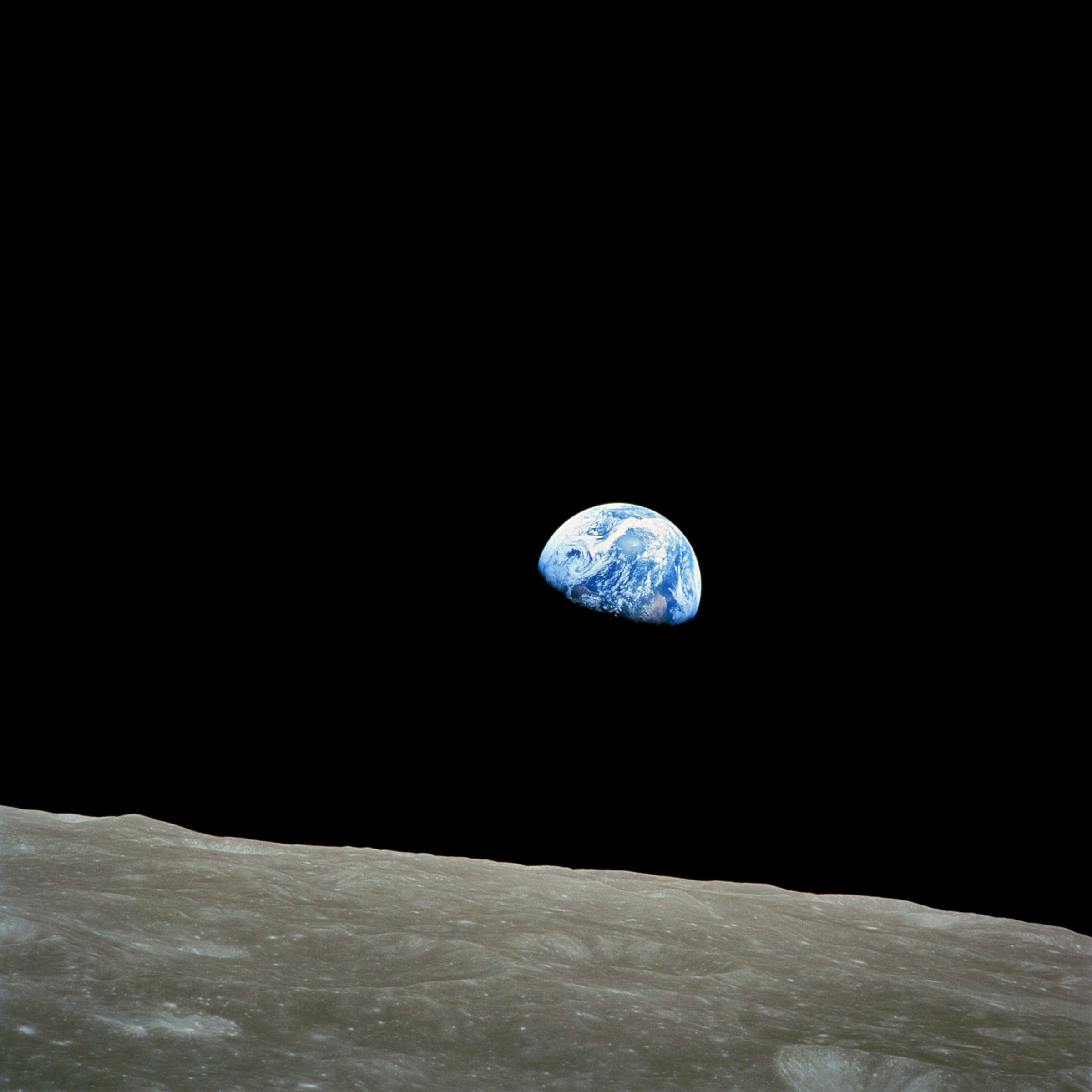
Jorden fotograferad från Apollo 8:s rundning av månen på julafton 1968

Jorden roterar runt sin axel

Jordaxeln bildar en vinkel på 23,5° mot normalen till banellipsen, vilket ger upphov till årstidernas växlingar.
Det tar jorden 23 timmar, 56 minuter och 4,09054 sekunder (1 sideriskt dygn) att rotera ett varv runt sin axel (i förhållande till stjärnorna). Medelsoldygnet är 24 timmar och 0,002 sekunder. Eftersom jorden roterar moturs sett från nordpolen (i östlig riktning), så tycks andra himlakroppar sett från norra halvklotet röra sig medurs (i västlig riktning) över himlen (och moturs från södra halvklotet). Hastigheten vid ekvatorn är ungefär 1 700 km/h. I södra Skåne ca 950 km/h, och i norra Lappland ca 600 km/h. 
Medelavståndet till solen är 149,597 87 miljoner km. 
Jorden går ett varv runt solen på 365,2564 medelsoldygn (1 sideriskt år). Så från jorden tycks solen röra sig ca 1°/dag österut i förhållande till stjärnhimlen. Banhastigheten runt solen är omkring 30 km/s (108 000 km/h) vilket innebär att jorden förflyttar sig en jorddiameter (ca 12 700 km) på 7 min. En sträcka som motsvarar avståndet från jorden till månen tillryggaläggs på 4 timmar. 

### Månen

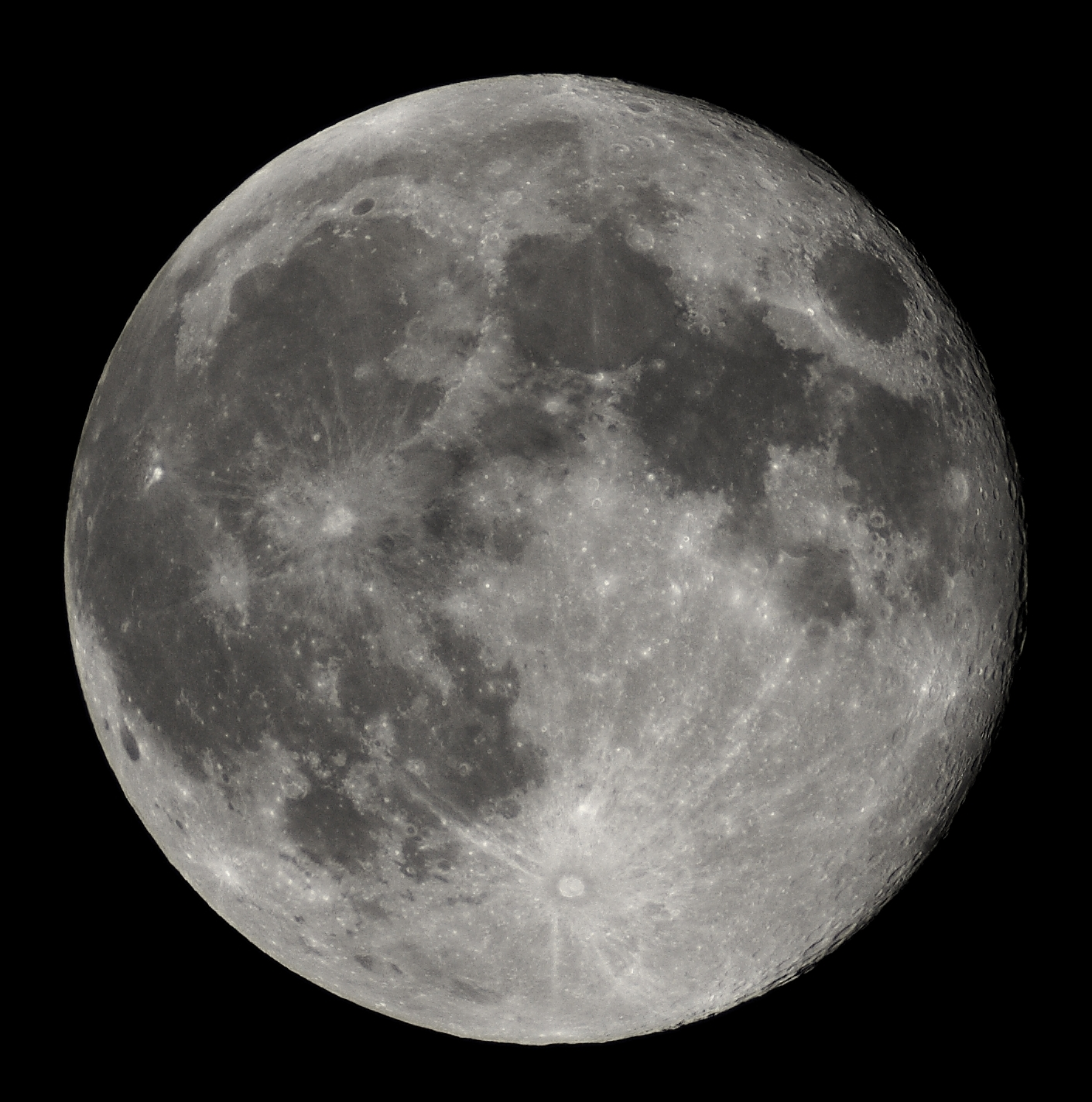
Månen

Jorden har en naturlig satellit, månen, som roterar ett varv runt jorden på 27,321662 dagar eller ca 27 ⅓ dag (1 siderisk månad). Avståndet till månen är ca 384 000 km. En radiosignal som sänds ut från jorden når månen efter cirka 1,255 sekunder. Månens bana runt jorden ligger inte i samma plan som jordens bana runt solen, utan lutar ca 5° i förhållande till detta. Om det inte vore så skulle det bli en solförmörkelse en gång i månaden, och dessutom kanske bara omkring ekvatorn. Efter ca 18 år upprepar sig månförmörkelsemönstret. (Se nutation.)
Månens yta består i stora drag av två olika typer av landskap som kan urskiljas med blotta ögat från jorden, de mörka så kallade haven samt de ljusare högländerna. Månhaven innehåller inget vatten utan är lavaslätter som bildats när magma för flera miljarder år sedan trängt upp från månens inre och fyllt stora nedslagskratrar och andra sänkor. Sedan länge är dock månen geologiskt död och ingen vulkanisk aktivitet förekommer idag. Hur månen bildats är man fortfarande inte helt säker på, men den ledande teorin är att den bildats som restprodukt vid en enorm kollision mellan jorden och en planet av ungefär Mars storlek under solsystemets tidigaste historia.
Månen är den enda himlakroppen som människor har färdats till och landat på. Det sovjetiska Lunaprogrammet sände ett flertal obemannade farkoster mot månen under slutet av 1950-talet till 1960-talet, där man till exempel för första gången lyckades utföra en kontrollerad landning på en annan himlakropp med Luna 9 år 1966. Det skulle dock bli USA med det stora Apolloprogrammet som först lyckades sända människor till månen. Den 20 juli 1969 klättrade Neil Armstrong ner på månens yta från Apollo 11:s månlandare The Eagle och blev därmed den första människan att besöka en annan himlakropp. Efter Apolloprogrammets slut 1972 avstannade rymdkapplöpningen och månen har sedan dess endast besökts av obemannade rymdfarkoster, men planer och visioner finns från flera länder att på nytt sända människor till månen inom de närmsta decennierna.

## Geografi

### Naturkatastrofer
- Jordbävning
- Jordskred
- Orkan
- Tsunami
- Vulkanutbrott
- Översvämning

### Klimat
Med klimat avses de statistiska egenskaperna hos de meteorologiska elementens, såsom medelvärden, standardavvikelser, högsta och lägsta uppmätta värden, med mera, inom ett större område.
Studiet av klimat kallas klimatologi och är en gren av meteorologin.
Jorden delas in i klimatzoner. Traditionellt har man talat om huvudzonerna 
tropiskt klimat, subtropiskt klimat, tempererat klimat och polarklimat. 
Man brukar även skilja mellan kustklimat och inlandsklimat.

### Land -/vattenanvändning
Världens befolkning använder endast 1 % av jordens totala vattenmängd på 1 400 miljoner kubikkilometer vatten (~70 % av jordens yta). Av denna mängd vatten finns 93,8 % vatten i oceanerna, 4 % i världens alla sjöar, floder, vattendrag, grundvatten etc, 2 % i alla inlandsisar och 0,2 % som vattenånga. Allt detta enligt den hydrologiska cykeln.(D. Todd, Ingemar Larsson) 

### Befolkning
I december 2009 beräknas världens befolkning ha varit 6 790 000 000 människor. Därav står I-länderna för 20 % och U-länderna för de resterande 80 %. I oktober 1999 passerade världens befolkning sex miljarder. Under år 2007 kom det troligen att bo mer folk i städerna än på landsbygden för första gången i jordens historia. Den 31 oktober 2011 passerade jordens befolkning 7 000 000 000 människor.